# Basil Williams
Basil John Williams (Buenos Aires, 11 marzo 1891 – 1951) è stato un pattinatore artistico su ghiaccio britannico.

## Palmarès
(Coppie con Phyllis Johnson)
| Evento          | 1920 |
| --------------- | ---- |
| Giochi olimpici | 3rd  |